# 부분공간 위상
위상수학에서 부분공간 위상(subspace topology)이란 위상 공간 X 의 위상으로부터 자연스럽게 유도되는 X 의 부분집합의 위상이다. 부분공간 위상을 갖는 X 의 부분집합을 부분공간(subspace)라 한다.

## 정의
X 가 T를 위상으로 갖는 위상 공간이라 하자. 이 때, X 의 임의의 부분집합 Y에 대해 다음과 같이 정의된 모임
{\displaystyle T_{Y}=\{Y\cap U|U\in T\}}
는 Y 의 위상이 되며 이러한 위상을 부분공간 위상이라 한다. 그리고 이 위상을 갖는 부분 집합 (Y, TY)를 부분공간이라 한다. 보통 위상 공간의 부분 집합을 말할 때, 특별한 말이 없는 경우 부분공간 위상을 갖는 것으로 간주한다.

### 부분공간 위상의 기저
전체 위상 공간 X 의 위상 T에 대한 기저 B 가 주어지면 부분공간의 위상에 대한 기저도 자연스럽게 얻어진다. 부분공간 위상의 정의와 마찬가지로 아래의 모임
{\displaystyle B_{Y}=\{b\cap Y|b\in B\}}
은 부분공간 위상의 기저가 된다.

## 예
여기서 {\displaystyle \mathbb {R} } 은 표준적 위상을 갖는 실수선이다.
- 실수 {\displaystyle \mathbb {R} }의 부분공간으로서의 자연수 집합 {\displaystyle \mathbb {N} }의 부분공간 위상은 이산 위상이다.
- 실수 {\displaystyle \mathbb {R} }의 부분공간으로서의 유리수 집합 {\displaystyle \mathbb {Q} }의 부분공간 위상은 이산 위상이 아니다. (예를 들어, {0} 이 열린 집합이 아니다. 0이외에도 임의의 유리수 점 q를 잡아 아무리 작은 입실론 값을 잡아 오픈 셋을 형성해도 유리수의 조밀성에 의해 {q}만 남게 만들 수가 없으므로 이산 위상이 아니다.)
- 실수 {\displaystyle \mathbb {R} }의 부분공간으로서의 폐구간 [0,1] 은 부분공간 위상에선 열리고 닫힌 집합이지만, 실수 전체에서 보면 열린 집합은 아니지만 닫힌 집합이다.
- 실수 {\displaystyle \mathbb {R} }의 부분공간으로서의 {\displaystyle [0,1]\cup [2,3]} 은 서로 만나지 않는 두 열린 집합의 합집합이므로 비연결공간이다.
- 실수 {\displaystyle \mathbb {R} }의 부분공간으로서의 S = [0,1)에서 [0,½)는 열린 집합이지만, 실수 전체에선 열린 집합이 아니다. 마찬가지로, [½, 1)는 S에서 닫힌 집합이지만 실수 전체에선 닫힌 집합이 아니다. S 자체는 S에서 열린 집합이고 닫힌 집합이지만, 실수 전체에선 열린 집합도 아니고 닫힌 집합도 아니다.

## 성질
- Y 가 X에서 열린 집합이면 Y에서 열린 집합은 X에서도 열린 집합이다.
- Y1, Y2 가 각각 X1, X2 의 부분집합이면 Y1 × Y2 의 곱위상은 X1 × X2 의 부분공간 위상과 같다.

## 같이 보기
- 곱위상

## 참고 문헌
- Munkres, James R. (2000). 《Topology》 (영어) 2판. Prentice Hall. ISBN 978-0-13-181629-9. MR 0464128. Zbl 0951.54001.